# Leskea pristocalyx
Leskea pristocalyx là một loài Rêu trong họ Leskeaceae. Loài này được (Müll. Hal.) Mitt. mô tả khoa học đầu tiên năm 1859.